# Cantonera de les Guineus

La Cantonera de les Guineus, respecte del terme d'Abella de la Conca

La Cantonera de les Guineus és un indret del terme municipal d'Abella de la Conca, a la comarca del Pallars Jussà.
Està situat al nord-est d'Abella de la Conca, en el costat de llevant de la vall del barranc de la Vall. Constitueix el contrafort ponentí del Bony de Calama, al nord de la Casa de la Vall. És al davant, a l'altre costat de la vall, de los Feixans. Al seu sud-est hi ha la partida de les Llenes.

## Etimologia
Es tracta d'un topònim romànic modern, de caràcter descriptiu; és una raconada, des del punt de vista orogràfic, on hi havia hagut un cau de guineus.